# Atari ST
Atari ST je 16-/32bitový počítač.

## Hardware
Procesor
- Motorola 68000 @ 8 MHz

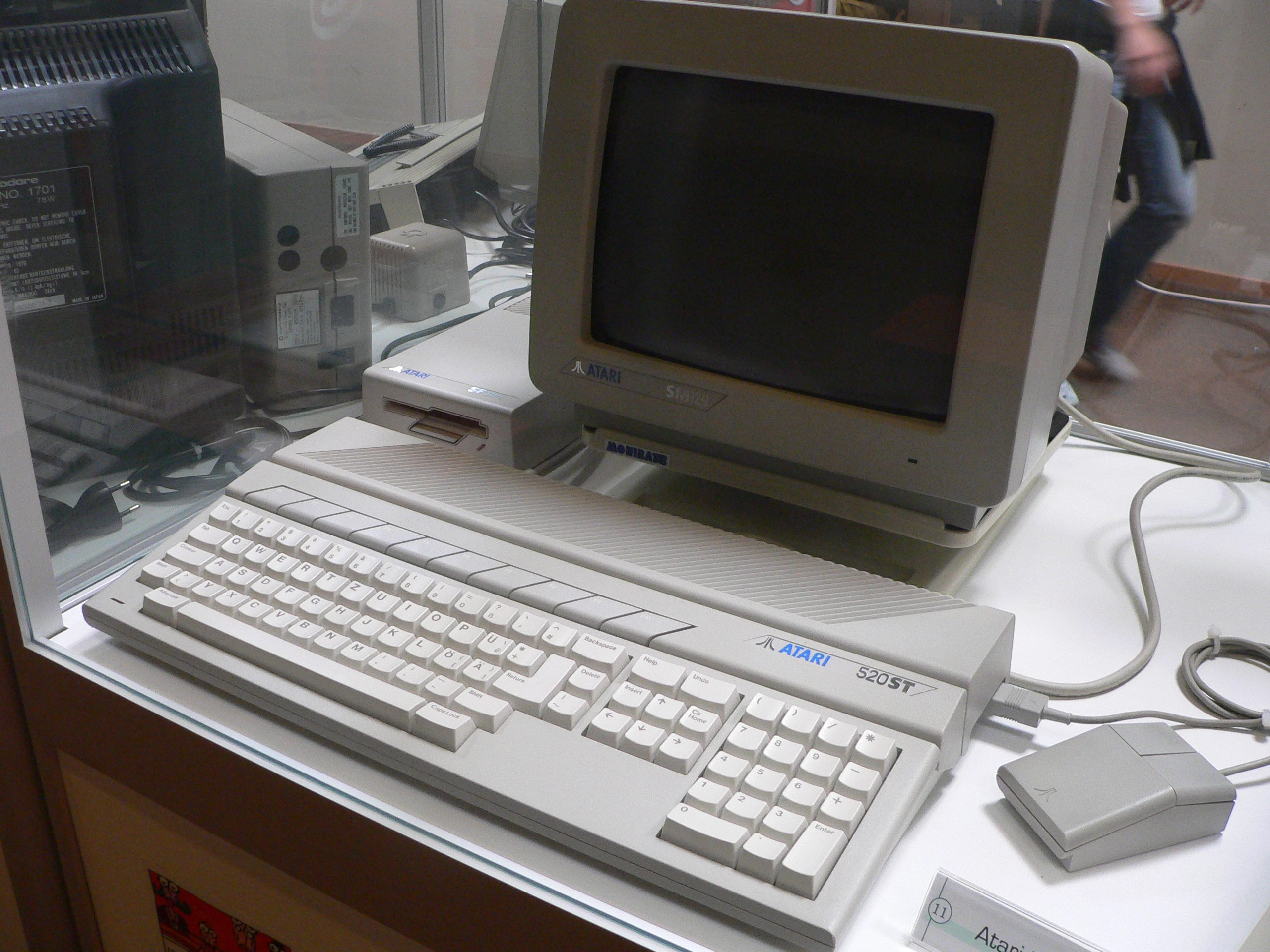
Atari 520ST

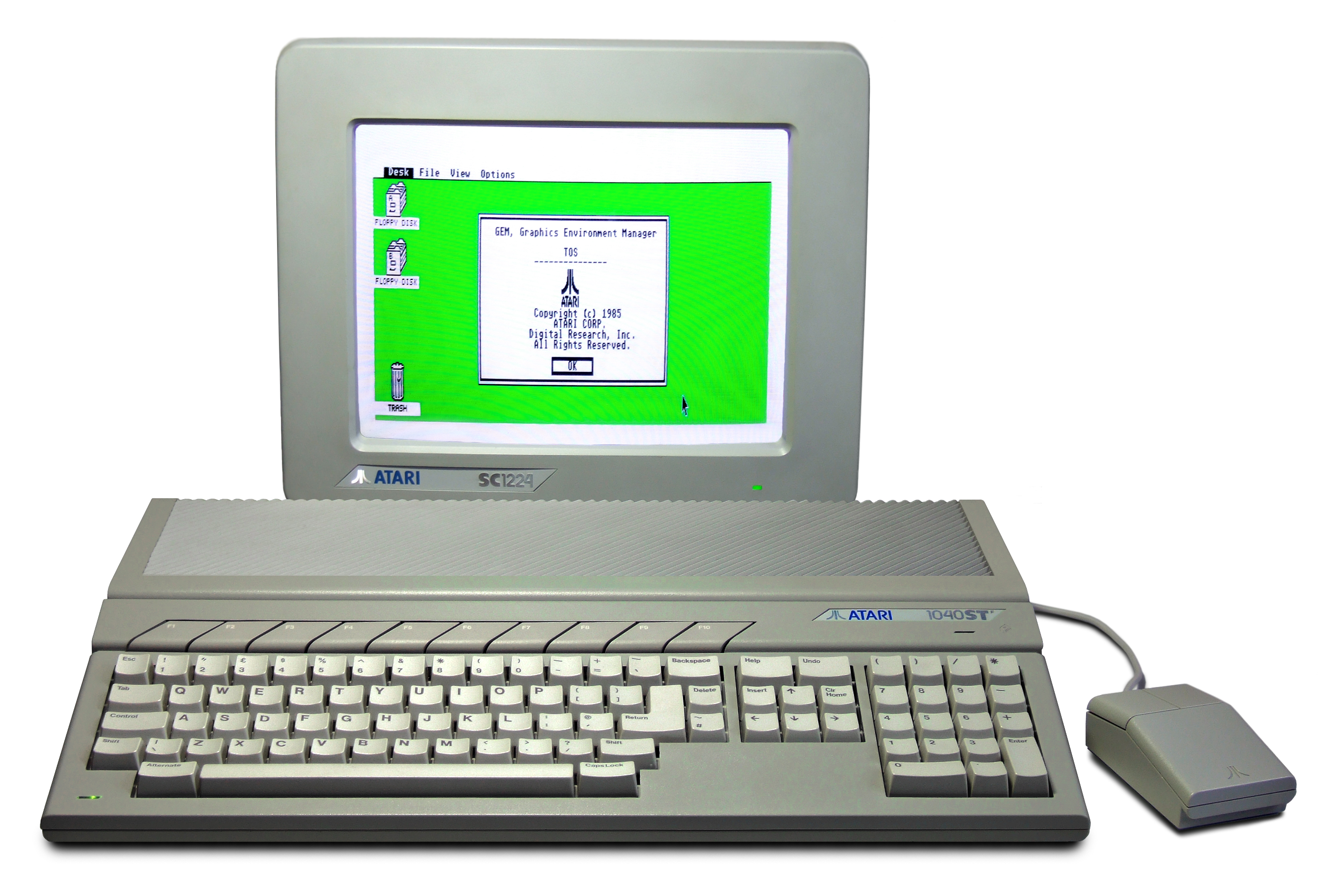
Atari 1040ST^{F}

- Motorola MC68030 až MC68040 u závěrečných produktů

Paměť
- 512 kiB (1024–4096 kiB u pokročilejších modelů)

Video
- 320×200 pixelů, 16 barev (z palety 512)
- 640×200 pixelů, 4 barvy (z palety 512)
- 640×400 pixelů, monochromaticky
- vyšší modely umožňovaly širší nabídku rozlišení
- od modelu 1040 STFM byl přítomen blitter

Audio
- čip Yamaha YM-2149 (modifikovaný čip AY-3-8910 od firmy GI)
- hardwarový syntetizér
- generátor bílého šumu

Diskové jednotky
- řadič mechaniky pružných disků WD1772
- řadič MFM
- řadič DMA
- řadič ACSI (obdoba SCSI z Atari)

## Modely

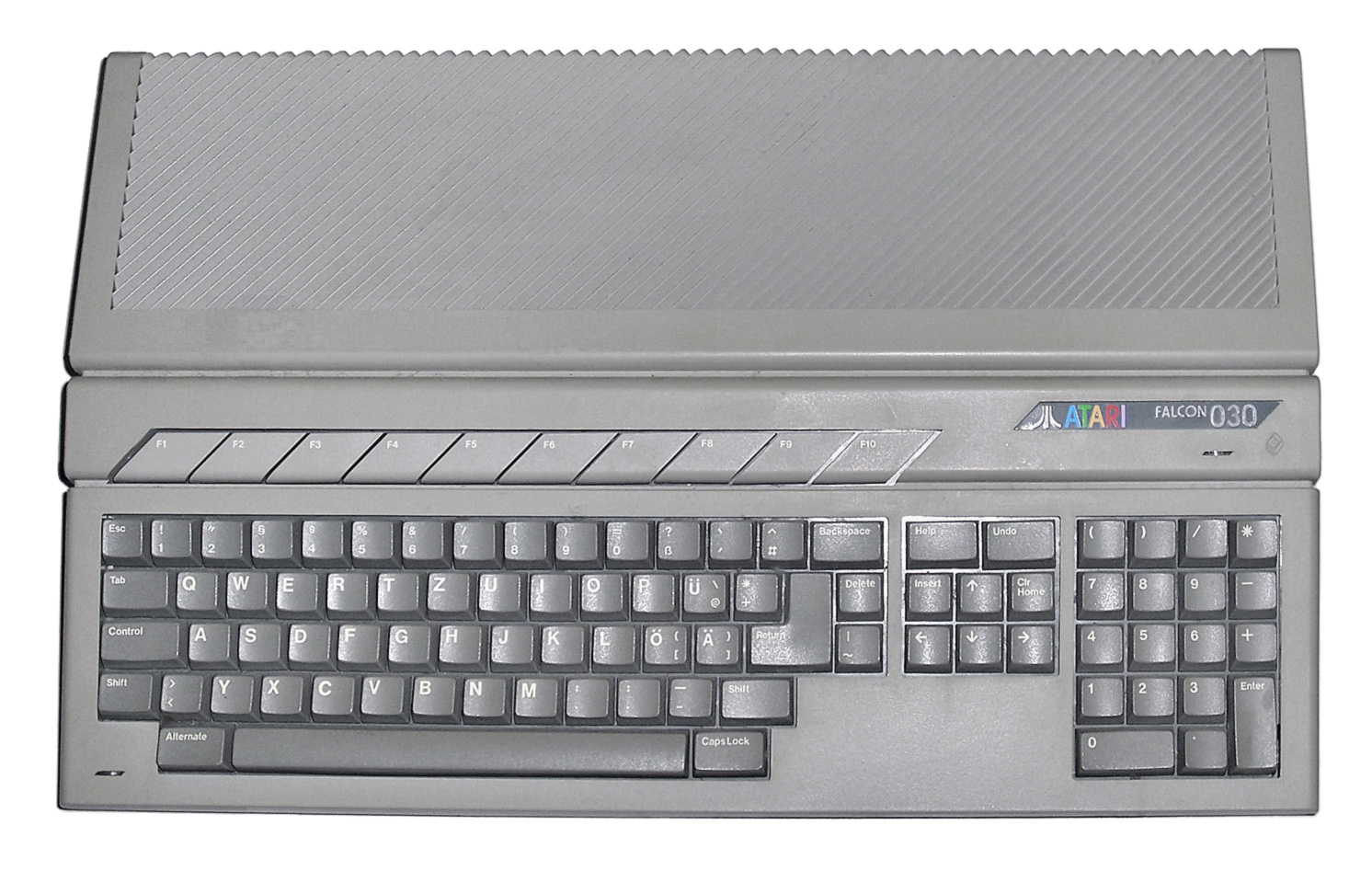
Atari Falcon

| model                | rok             | poznámka                                                                         |
| 16bitové modely      | 16bitové modely | 16bitové modely                                                                  |
| -------------------- | --------------- | -------------------------------------------------------------------------------- |
| Atari 260 ST         | 1985            | TOS na disketách, krátce v prodeji                                               |
| Atari 520 ST         | 1985            | TOS na disketách                                                                 |
| Atari 520 STM        | 1985            | TOS v ROM na disketách, TV výstup                                                |
| Atari 520 ST+        | 1985            | 1 MiB RAM                                                                        |
| Atari 520 STF        | 1986            | interní disketová mechanika                                                      |
| Atari 520 STFM       | 1986            | jako 520 STF + TV výstup                                                         |
| Atari 1040 STF       | 1986            | jako 520 STF, 1 MiB RAM                                                          |
| Atari 1040 STFM      | 1986            | jako 1040 STF + TV výstup                                                        |
| Atari 2080 ST        | 1986            | prototyp, 2 MiB RAM                                                              |
| Atari 4160 ST        | 1986            | prototyp, 4 MiB RAM                                                              |
| Atari Mega ST 1,2,4  | 1987            | oddělená klávesnice; 1, 2 nebo 4 MiB RAM                                         |
| Atari 4160 STE       | 1988            | prototyp, stereo výstup, 2× joypad porty, blitter                                |
| Atari 1040 STE       | 1989            | konečná verze 4160 STE, pouze 1 MiB RAM                                          |
| Atari 520 STE        | 1989            | jako 1040 STE, pouze 512 KiB RAM                                                 |
| Atari 1040 STE+      | 1990            | prototyp, jako 1040 STE + pevný disk a AT-emulátor                               |
| Atari Mega STE       | 1991            | oddělená klávesnice, skříň jako TT030, interní SCSI pevný disk, 16 MHz, TOS 2.0x |
| 32bitové modely      |                 |                                                                                  |
| Atari Microbox       | 1986            | prototyp, Falcon v desktop provedení                                             |
| Atari TT030          | 1990            | CPU MC68030/32 MHz + FPU MC68882, TOS 3.0x                                       |
| Atari FX-1 „Sparrow“ | 1991            | Falcon prototyp, TOS 2.07                                                        |
| Atari Falcon 030     | 1992            | CPU MC68030/16MHz + DSP MC56001, TOS 4.0x, 1040 ST case                          |
| Atari Falcon 040     | 1993            | prototyp, CPU MC68040                                                            |